# Jürgen Jürgensen
Jürgen Peter Jürgensen, född 1872, död 1953, var en dansk författare.
Jürgensen utbildade sig till militär, var 1898–1908 anställd som officer i Kongostatens tjänst och verkade dessutom som affärs- och industriman i Danmark och utomlands. Jürgensen, som skolade sig genom att översätta Alexandre Dumas den yngre, Honoré de Balzac och studera Rudyard Kipling. Som skönlitterär författare utnyttjade han sina erfarenheter från sin tid i Kongo för romanerna Christian Svarres Congofærd (1909), Opfylder Jorden! (1910) och Høvdingesønnen (1927), den sistnämnda avsett för ungdom, och berättelsesamlingarna Feber (1911), Den store og den lille Flod (1913) och Hvide Mænd og sorte Folk (1936).